# Bolivianische Basketballnationalmannschaft
Die bolivianische Basketballnationalmannschaft der Herren vertritt Bolivien bei Basketball-Länderspielen. Bolivien trat als einer der letzten Verbände auf dem südamerikanischen Subkontinent dem Weltverband FIBA bei und konnte sich noch nie für eine globale Endrunde oder Olympische Spiele qualifizieren.
Auch zu einer Teilnahme bei der 1980 eingeführten kontinentalen Endrunde Amerikameisterschaft reichte es bislang nicht.

## Abschneiden bei internationalen Wettbewerben
| noch nie qualifiziert |  | noch nie qualifiziert |

### Südamerikanische Meisterschaften
| - 1930 – nicht teilgenommen bis 1942 – oder qualifiziert - 1943 – 6. Platz - 1945 – nicht teilgenommen bis 1961 – oder qualifiziert - 1963 – 9. Platz - 1966 – nicht teilgenommen bis 1976 – oder qualifiziert - 1977 – 9. Platz - 1979 – nicht teilgenommen bis 1987 – oder qualifiziert | - 1989 – 9. Platz - 1991 – nicht qualifiziert - 1993 – nicht qualifiziert - 1995 – nicht qualifiziert - 1997 – 10. Platz - 1999 – 10. Platz - 2001 – 10. Platz - 2003 – nicht teilgenommen bis 2010 – oder qualifiziert - 2012 – 8. Platz |